# Општа болница Пирот
Општа болница Пирот  је здравствена установа у систему здравства Србије на подручју Пиротског управног округа која здравствену делатност обавља на секундарном нивоу здравствене заштите, који обухвата специјалистичко-консултативну и болничку здравствену делатност. 

## Положај
Опште болнице Пирот се налази у Улици Војводе Момчила бб, у Пироту, граду у истоименој општини који  је економски, друштвени, политички, спортски и културни центар регије пиротског округа која обухвата општину Пирот, Димитровград, Бабушница и Бела Паланка. 
Болница пружа услуге за 117.000 потенцијалних корисника здравствених услуга, са Градско подручје Пирота, и покрива површину од 2.761 км2 са 210 насеља.
У стационарном делу болница се простире на површине 11.000 м2 (са 332 постеље) а у поликлиничком делу на површини од 17.000 м2.
Болница, која се за терцијални ниво здравствене заштите ослања на Клиничког центра у Нишу, удаљена је западно од њега око 60 километара ауто-путем Ниш - Димитровград.

## Историја
Прва стационарна здравствена установа у пиротском округу основана је у 19.веку након ослобођења Пирота од Турака. Болницу је 19. јануара 1878. године. године основао др Холец, прво као  привремену пољску војну болницу, која ће у том статусу остати све до друге половине 1879. године, када је на место управника дошао др Завађало, први лекар постављен у тој војној болници.
Доношењем новог санитетског закона 1881. године у Пироту се оснива окружна болница. Указом краља Милана 18. фебруара 1889. за окружног физикуса у Пироту постављен је др Јанко Сенкијевиц, који је одмах по пријему дужности кренуо у велику битку успостављања модерне европске научне медицинске мисли и праксе у нашим крајевима.
Након смрти др Јанка Сенкијевица 1904. године на његово место дошао је др Младен Грујић, лекар који ће после Првог светског рата дуго година бити управник Нишке Народне окружне болнице.  На чело окружне болнице у Пироту потом долази Димитрије О. Мицић, који у својству окружног физикуса радио у Пироту све до 1914. године  када се разболео а потом и умро од пегавца.
Од почетка 20. века, па до Другог светског рата у  Пирот је долазило све више младих лекара, школованих по европским градовима, као што су др Сима Петровић, др Александар Мисирлић, апотекари Урош Волић и Карло Скацел, и варошке школоване бабице Јелена Христић Кијановичка и Јелена Костићка. 
Период развоја здравствене службе између два светска  рата карактерисало је попуњавање свих региона Србије, па и Пиротског округа здравственим радницима, нарочито после отварања медицинског  факултета у Београду.  
Након завршетка Другог светског рата, октобра 1945. године формирана је Окружна Пиротска болница са 60 постеља, распоређених у четири одељења:  хируршком, гинеколошком, интерном и заразном одељењу. 
Савремени болничко - поликлинички објекат саграђен је 1984. године. по угледу на Војномедицинску академију у Београду.

## Делатност
Општа болница у Пироту обавља поликлиничку и стационарну здравствену делатност, у оквиру које:
- Прати здравствено стање становништва и здравствену заштиту у областима за које је основана и преузима и предлаже мере за њихово унапређење;
- Прати и спроводи методе и поступке превенције, дијагностике, лечења и рехабилитације засноване на доказима, а нарочито оне утврђене стручно-методолошким протоколима;
- Обезбеђује услове за стручно усавршавање запослених и за унапређење организације и услова рада;
- Спроводи мере ради спречавања нежељених компликација и последица при пружању здравствене заштите, као и мере опште безбедности за време боравка пацијената у Општој болници у Прокупљу  и обезбеђује сталну контролу спровођења ових мера;
- Организује и спроводи мере у случају елементарних и других већих непогода а у оквиру својих делатности врши послове одбране земље који се односе на планирање, организовање, припремање и оспособљавање за рад у случају ратног и ванредног стања
- Одговорна је за вршење услуга из делатности за коју је регистрована, на нивоу утврђених  планова одбране и одлука надлежних органа;
- Организује и спроводи стручно усавршавање здравствених радника, здравствених сарадника и осталих запослених у Болници ради унапређења квалитета стручног рада и проверу тих мера ;
- Организује и спроводи мере сталног унапређења квалитета стручног рада и спроводи његову унутрашњу проверу;
- Спроводи мере ради спречавања нежељених компликација и последица при пружању здравствене заштите
- Спроводи мере опште безбедности за време  боравка пацијената у Општој болници Прокупље и обезбеђује сталну контролу ових мера.

## Организација рада
Општа болница Пирот обавља здравствену делатност на секундарном нивоу која обухвата: 
- пријем и збрињавање ургентних стања,
- специјалистичко консултативне прегледе,
- дијагностичку обраду,
- лечење и рехабилитацију

## Резултати рада
| Капацитет и коришћење Опште болнице Пирот у 2015. години. | Капацитет и коришћење Опште болнице Пирот у 2015. години. | Капацитет и коришћење Опште болнице Пирот у 2015. години. | Капацитет и коришћење Опште болнице Пирот у 2015. години. | Капацитет и коришћење Опште болнице Пирот у 2015. години. | Капацитет и коришћење Опште болнице Пирот у 2015. години. |
| Број постеља                                              | Број исписаних болесника                                  | Број дана лечења                                          | Просечна дужина лечења (дани)                             | Просечна дневна заузетост постеља (%)                     | Обрт болничких постеља                                    |
| --------------------------------------------------------- | --------------------------------------------------------- | --------------------------------------------------------- | --------------------------------------------------------- | --------------------------------------------------------- | --------------------------------------------------------- |
| 319                                                       | 10.433                                                    | 72.393                                                    | 6,9                                                       | 62,2                                                      | 32,7                                                      |

## Организациона структура
Општа болница Пирот, која обавља стационарну и специјалистичко – консултативну делатност и друге делатности  преко организоване службе за обављање специјалистичко – консултативне и стационарне здравствене делатности и друге делатности организована је на следећи начин:

### Менаџмент
Управни органи
- Директор
- Управни одбор
- Надзорни одбор

Стручни органи
- Стручни савет
- Стручни колегијум
- Етички одбор
- Комисија за унапређење квалитета рада

### Сектори, одељења и службе
Интернистички сектор
Интернистички сектор пиротске болнице у свом састави има следећа одељења и специјалистичке амбуланте и јединице:
- Интерно одељење,
- Грудно одељење,
- Кожно одељење,
- Неуролошко одељење,
- Одељење за инфективне болести.

Служба за унутрашње болести у свом саставу има интерно одељење, опште интернистичке и субспецијалистичке амбуланте. У оквиру Интерног одељења су коронарна јединица, одсек интензивне неге, кардиологије, хематологије, реуматологије, гастроентерологије, ендокринологије и нефрологије. Капацитет одељења је 76 кревета. Коронарна јединица има 6+8, хематологија и реуматологија по 9, гастроентерологија и ендокринологија по 11 и нефрологија 4 постеље. 13 лекара и 38 сестара.
Свака јединица опремљена је двокреветним и трокреветним болесничким собама, са засебним санитарним просторијама, као и једнокреветним болесничким собама апартманског типа.  
Онкологија
Хируршки сектор
Хируршки сектор пиротске болнице у свом састави има следећа одељења:
- Хируршко одељење
- Анестезиолошко одељење
- Ортопедско одељење
- Уролошко одељење
- Оториноларинголошко одељење
- Очно одељење

У оквиру хируршког сектора функционише Операциони блок са пет хируршких сала, опремљених за интервенције из хируршких области и ендоскопске оперативне процедуре.
Поликлинички сектор
Поликлинички део пиротске болнице у свом састави има следеће специјалистичке амбуланте, и службе:
- Одељење за пријем и збрињавање ургентних стања,
- Одсек за радиологију,
- Одсек за патоанатомију
- Одсек за  физијатрију
- Одсек за трансфузиологију,
- Лабораторију,
- Одсек за онкологију,
- Одсек за алергологију,
- Службу за медицинско снабдевање.

Педијатрија
Гинекологија
- Неонатологија

Психијатрија
Немедицински сектор

## Кадровска структура
У болници је запослено 684 радника (2013), од тога:
- 107 лекара (1 доктор наука, 6 магистара, 77 специјалиста, 23 лекара на специјализацији и 7 лекара опште праксе).[2]
- 397 здравствених радника са ВШС и ССС.
- 165 немедицинских радника (укључујући и возаче ХМП).

## Признања
У рангирању болнице у Србији од стране Министарства Здравља и Институте „Милан Јовановић - Батут“ из Београда за 2007. годину, пиротска болница је сврстана међу пет најбољих.